# Mankato (Minnesota)
Pour les articles homonymes, voir Mankato.
Mankato (en anglais [mænˈkeɪtoʊ]) est une ville du Minnesota, située dans les comtés de Blue Earth, de Nicollet et de Le Sueur aux États-Unis ; elle est le siège du comté de Blue Earth.
Sa population s'élève à 39 309 habitants au recensement de 2010, estimée à 42 264 habitants en 2017.

## Histoire

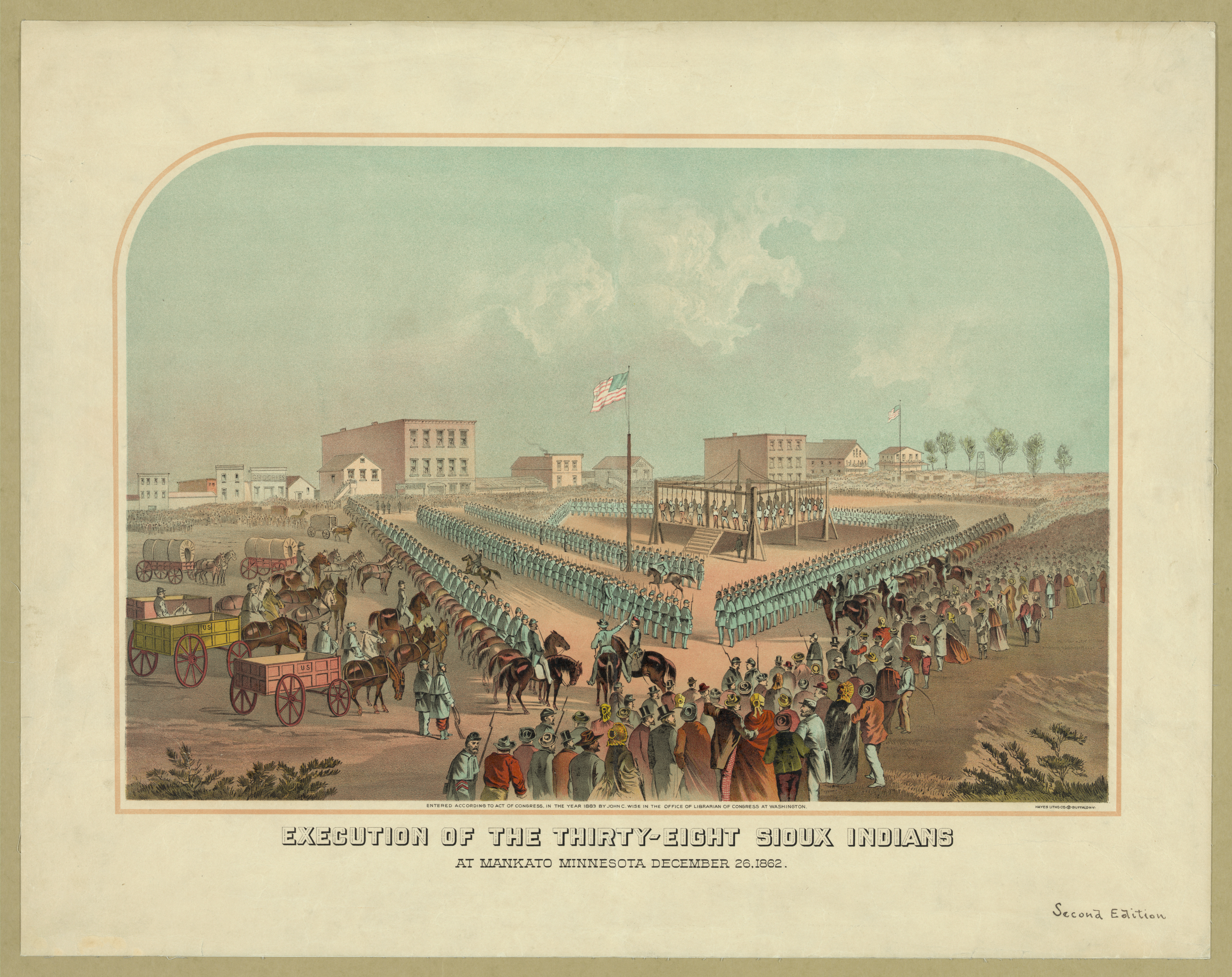
Exécution de 38 Amérindiens.

Cet endroit a été longtemps occupé par de nombreuses cultures indigènes. Après l'arrivée et l'installation des colons européens sur la côte est, de nombreuses populations ont migré dans cette zone. Au milieu du XIXe siècle, les Sioux dakotas de langue lakota étaient les principaux indigènes sur ce territoire.
La commune de Mankato n'a été créée par les colons qu'à l'arrivée de Parsons King Johnson en février 1852, lors de la migration de population de l'est vers le Midwest du XIXe siècle. La ville n'a été véritablement fondée que le 11 mai 1858, notamment par Henry Jackson, Parsons King Johnson, le colonel D. A. Robertson et Justus C. Ramsey. La ville a fêté récemment son sesquicentenaire.
En 1862, trente-huit Dakotas ayant participé à la guerre des Sioux sont exécutés ; il s'agit de la plus large exécution collective de l'histoire des États-Unis.
À côté de la ville de Mankato se situait le fort L'Huillier qui fut un poste fortifié construit en 1700 par les Français, dans la partie septentrionale de la Louisiane française située dans la région supérieure du fleuve Mississippi. Le fort n'existe plus, mais un panneau d'information signale son emplacement supposé.

## Démographie
| Groupe            | Mankato | Minnesota | États-Unis |
| ----------------- | ------- | --------- | ---------- |
| Blancs            | 89,9    | 85,3      | 72,4       |
| Afro-Américains   | 4,0     | 5,2       | 12,6       |
| Asiatiques        | 2,8     | 4,0       | 4,8        |
| Métis             | 2,1     | 2,4       | 2,9        |
| Autres            | 0,9     | 2,0       | 6,4        |
| Amérindiens       | 0,3     | 1,1       | 0,9        |
| Total             | 100     | 100       | 100        |
|                   |         |           |            |
| Latino-Américains | 2,9     | 4,7       | 16,7       |

Selon l'American Community Survey, pour la période 2011-2015, 91,53 % de la population âgée de plus de 5 ans déclare parler anglais à la maison, alors que 2,37 % déclare parler l'espagnol, 1,96 % une langue africaine, 0,66 % le coréen et 3,47 % une autre langue.

## Dans la fiction
Dans le roman autobiographique de Laura Ingalls Wilder, Little House, et dans la série télévisée américaine La Petite Maison dans la prairie qui en a été tirée, Mankato est la grande ville des environs de Walnut Grove.

## Jumelage
- Ungheni (Moldavie)

## Sources et références
- (en) Cet article est partiellement ou en totalité issu de l’article de Wikipédia en anglais intitulé « Mankato, Minnesota » (voir la liste des auteurs).